# Ndotto-Kwakwack
Ndotto-Kwakwack est un village du département du Nkam au Cameroun. Situé dans la commune rurale de Ndobian, il est localisé à 4 km de Sohok.

## Population et environnement
En 1967, le village de Ndotto-Kwakwack  avait 101 habitants. La population est essentiellement composée des Biboum. La population de Ndotto-Kwakwack était de 198 habitants dont 94 hommes et 104 femmes, lors du recensement de 2005. 